# Osmothèque
L'Osmothèque è un museo della profumeria di Versailles situato vicino l'ISIPCA, ed ha la funzione di deposito e conservatorio per le formule dei profumi. È stato istituito nel 1988 da Jean Kerléo ed altri profumieri, con lo scopo di ricostruire la formula dei profumi andati persi nel corso degli anni e di preservare le formule dei profumi che maggiormente hanno influenzato l'industria. Il nome "Osmothèque" proviene dall'unione di due parole di lingua greca dove osmo indica "odore" mentre theque indica "conservazione". Nel 2008, Patricia de Nicolaï, la pronipote di Pierre François Pascal Guerlain, è diventata la presidentessa dell'Osmothèque
Molti dei profumi che hanno avuto una grande influenza sul mercato del loro tempo, potrebbero essere a rischio di andare persi a causa dei cambiamenti della moda e dei gusti, dei fallimenti delle aziende produttrici o per delle modifiche nelle formulazioni del profumo. Per esempio Chypre, fragranza del 1917 di François Coty ha poco o nulla a che vedere nella sua versione moderna con quella originale. Il museo ha inoltre un importante ruolo nell'aver ricreato nel 2007 il profumo utilizzato da Maria Antonietta d'Asburgo-Lorena grazie alle competenze scientifiche e tecniche dei tecnici e dei profumieri dell'Osmothèque.
I profumi che sono stati ricreati dalla loro formule sono conservati in appositi recipienti in alluminio e poi memorizzati nel seminterrato del museo con l'aria condizionata a 12 gradi Celsius. L'Osmothèque tiene regolarmente conferenze sulla propria materia, relativamente alla comprensione pubblica del settore, alle tendenze ed all'arte della profumeria.